# Ivar Simonsson
Ivar Ludvig Simonsson, född den 7 juli 1891 i Falkenberg, Hallands län, död den 5 januari 1925 i Gustav Vasa församling, Stockholm
, var en svensk arkivman.
Simonsson, som 1920 blev filosofie licentiat vid Stockholms högskola, var amanuens vid rådhusarkivet 1914–1919. Han blev 1919 amanuens i Riksarkivet, där han 1922 utnämndes till registrator och samma år till andre arkivarie. Simonsson var 1922–1924 sekreterare i Personhistoriska samfundet och redaktör för Personhistorisk tidskrift. Han deltog i utarbetandet av festskriften Stockholms rådhus och råd (1915, 1918). I Sveriges kyrkor lämnade han en översikt, Storkyrkoförsamlingens historia (1924). I flera tidskrifter och samlingsverk offentliggjorde Simonsson ett flertal uppsatser rörande den svenska huvudstadens person- och kulturhistoria samt topografi, exempelvis i Holmia: historisk tidskrift för Stockholm Gillstugan och Björngården, Stockholms äldsta komediantscener (1918) och i Stockholmsbilder från fem århundraden Frihetstiden och den gustavianska tiden (1923). I Meddelanden från svenska riksarkivet skildrade han Erik Dahlberghs arkiv (1923). I Samfundet S:t Eriks årsbok publicerade han bland annat Erik den helige som Stockholms skyddspatron (1920), vilket var den utredning som låg till grund för Stockholms stadsvapen.
Hans främsta vetenskapliga intresse var annars ägnat litteraturhistorien. Simonsson deltog i utgivningen av en upplaga av Bellmansskrifter och lämnade där litterära, personhistoriska och topografiska upplysningar. Det arbete om Bellman, som han avsåg att skriva, hann han aldrig utarbeta. Endast ett sammanfattande utkast utkom (artikeln Bellman i Nordisk familjeboks tredje upplaga). Bland hans verk märks vidare uppsatser i Samlaren om Lars Wivallius och C.J.L. Almquist.